# Акатов, Виктор Григорьевич
Ви́ктор Григо́рьевич Ака́тов (15 февраля 1924 — октябрь 1943) — участник Великой Отечественной войны, сапёр 553-го отдельного сапёрного батальона 226-й стрелковой дивизии 60-й армии Центрального фронта, Герой Советского Союза (17.10.1943), красноармеец.

## Биография
Родился 15 февраля 1924 года в селе Луговая Пролейка ныне Быковского района Волгоградской области в семье рабочего. Русский.
Окончил 4 класса. Работал токарем на заводе «Баррикады» в городе Сталинград (ныне — Волгоград).
В Красную Армию призван 28 сентября 1942 года Пролейским районным военкоматом Сталинградской области. В действующей армии с февраля 1943 года. Участвовал в боях на Курской дуге, освобождении Левобережной Украины.
В конце сентября 1943 рядовой Акатов Виктор Григорьевич отличился при переправе стрелковых подразделений на правый берег Днепра в районе села Толокунская Рудна (севернее Киева). Акатов Виктор Григорьевич совершил несколько рейсов. Во время последнего его лодка была повреждена. Угнав лодку противника, погрузил в неё раненых бойцов и переправился на противоположный берег.
Указом Президиума Верховного Совета СССР от 17 октября 1943 года Акатову Виктору Григорьевичу присвоено звание Героя Советского Союза.
Акатов Виктор Григорьевич погиб в октябре 1943 года и похоронен в посёлке Дымер Вышгородского района Киевской области.

## Награды
- Медаль «Золотая Звезда» Героя Советского Союза
- Орден Ленина
- Медаль

## Память
- На здании управления завода «Баррикады» в Сталинграде (ныне Волгоград), где В. Г. Акатов работал токарем, установлена мемориальная доска.
- На фасаде МОУ СОШ № 2 г. Волгограда, где учился В. Г. Акатов, в 1975 г. установлена мемориальная доска
- На братской могиле в посёлке городского типа Дымер Вышгородского района Киевской области, где похоронен В. Г. Акатов, установлен памятник.
- Именем Акатова В.Г. в пгт Дымер, где похоронен герой, названа улица Акатова.